# Maurus Young
Maurus Young (auf Chinesisch 杨允达 Yang Yunda; * 21. Oktober 1933 in Wuhan) ist ein französischer Journalist, Schriftsteller und Dichter, der in Paris lebt.

## Leben und Werk
Maurus Young wurde am 21. Oktober 1933 in Hankou City, China, geboren. Der Stammsitz von Maurus Youngs Eltern ist Peking, China. 1946 folgte er seinen Eltern nach Taiwan. Er machte 1957 seinen Abschluss am Historischen Institut der National Taiwan University und 1959 am Journalism Research Institute der National Chengchi University. 1980 promovierte er in Literatur an der Universität Sorbonne in Paris, Frankreich. Maurus Young ist Dichter, Schriftsteller, Historiker und Journalist, bis er am 31. Dezember 1998 bei der Central News Agency in den Ruhestand ging. Nach seiner Pensionierung ließ er sich an der Seine in einem Vorort von Paris nieder. Maurus Young bleibt sehr aktiv und reist für die Freizeit, aber auch für Treffen, Vorträge und seine Schriften. Maurus Young ist Präsident der World Academy of Art and Culture (WAAC) mit Sitz in den USA und Präsident des World Congress of Poets (WCP). Er ist Mitglied der Association of Chinese Language Writers in Europe (欧洲华文作家协会) und der Vater des Dichters und Schriftstellers Qing Feng (Yang Gang, außerhalb der chinesischsprachigen Welt auch als Albert Young bekannt).
Maurus Young begann mit 15 Gedichte zu schreiben. Die damalige „National Daily“ von Taiwan (heute „United Daily News“) veröffentlichte am 18. Juli 1949 erstmals sein Gedicht „Hope“. Damals besuchte er die zweite Klasse der Junior High School in der Jianguo Middle Schule in Taipeh.
Im folgenden Jahr wurde er in die erste Klasse der Chenggong Middle School in Taipeh aufgenommen. Er wurde von dem berühmten Dichter Ji Xian geschätzt, der als sein Lehrer diente. Maurus Youngs Werke wurden in Taiwans erstem und von Ji Xian herausgegebenen Poesiemagazin „New Poetry Weekly“ veröffentlicht.
Seine Werke wurden dann von allen großen Poesiemagazinen in Taiwan veröffentlicht: „Poetry“ (gegründet von Ji Xuan), „Modern Poetry“, „Blue Star Poetry Magazine“ (herausgegeben von Tan Zihao und Yu Guangzhong), „Epoch Quarterly“ (herausgegeben von Luo Fu, Zhang Mo, Ya Xuan), „South and North Flute“ (herausgegeben von Luo Xing) und „Poetry Team“ (herausgegeben von Huang Zhongcong), „Vineyard“ (herausgegeben von Xiaocun), „Qiu Shui Poetry Quarterly“ (herausgegeben von Lu Di). Gemeinsam mit Dichtern wie Ji Xian, Luo Xing, Zheng Chouyu, Ye Ni, Lin Ling und Shang Qin gründete Maurus Young die Gruppe der „Modernisten“. Seine Freundschaft mit den Dichtern Zhong Dingwen, Tan Zihao, Mo Ren, Luo Fu, Zhang Mo, Xin Yu, Luo Xing, Shang Qin, Mai Sui, Luo Men, Rong Zi, Yang Ling Ye, Chu Ge trug ebenfalls zu seiner Bedeutung in der Welt der taiwanesischen Poesie bei.
Am 1. Februar 1953 gründete Ji Xian unabhängig die Modern Poetry Quarterly Press und veröffentlichte das Poesiemagazin Modern Poetry, das die Richtung des „Meisterwissens“ betonte. Am 15. Januar 1956 hielten Ji Xian, Ye Ni, Zheng Chouyu, Luo Xing, Maurus Young, Lin Ling, Ji Hong und Lin Hengtai, eine Gruppe von neun Dichtern, in der Stadt Taipeh das „Erste Jahrestreffen der Dichter der Moderne“ und verkündete die formelle Gründung der „Modernists“ und des „Modern Poetry Club“, der bis 1962 aktiv blieb.

## Journalistenkarriere
Nach seinem Master-Abschluss in Journalismus an der Chengchi-Nationaluniversität arbeitete er für die Central News Agency (die nationale Nachrichtenagentur Taiwans) und die in den USA ansässige Associated Press. In den fast 40 Jahren seiner Karriere als internationaler Journalist hat Maurus Young unzählige bedeutende Politiker und bekannte Persönlichkeiten der Welt interviewt. Unter ihnen sind die US-Präsidenten Dwight D. Eisenhower und Richard Nixon sowie Königin Elizabeth II. und Premierministerin Margaret Thatcher aus dem Vereinigten Königreich. Als am 8. Juni 1965 Ministerpräsident Zhou Enlai der Volksrepublik China die Hauptstadt Äthiopiens besuchte, war Maurus Young als Korrespondent der Central News Agency in Afrika der erste unter den internationalen Journalisten, der ihn interviewte. Zu einer Zeit, als es in der Taiwanstraße Spannungen gab und die Regierung der Volksrepublik China Taiwan aktiv aus der internationalen politischen Szene verdrängte, war dies eine wertvolle Erfahrung für Maurus Young und die Central News Agency.

## Auszeichnungen
- Maurus Young wurde 2010 von der Ligue Universelle du Bien Public von Frankreich mit der Goldmedaille ausgezeichnet, was seine Verdienste um die Förderung des Weltfriedens durch Poesie während seiner 25-jährigen Tätigkeit als Generalsekretär und anschließender Präsident des World Congress of Poets. Maurus Young war die zweite Person aus Taiwan, der diese Ehre bekam.[1] Seit 2022 ist er Ehrenpräsident des World Congress of Poets.

## Werke (Auswahl)
- Der Kommentar zu Li Jinfa, Youshi Culture Publishing, April 1986
- Ausgewählte Gedichte von Yunda, Süd- und Nordflötenpoesieklub, November 1972
- Ein Altar des Weins, Qiu Shui Poetry Publishing House, 1993
- Trio, Puyin Culture Company Juni 2005
- Die Zeit kommt wieder, Xinxin-Verlag, Oktober 1971
- Äthiopische Landschaften, Reisemagazin, Juni 1972
- Rainbow Collection, Jingsheng Cultural Supply Company August 1973
- Paris Dreams, Liming Culture Company Juli 1984
- Paris Stars Collection, Youshi Culture Publishing, August 1984
- Westward Collection, Youshi Culture Publishing, Juni 1985
- Trio (chinesisch-englisch-französische dreisprachige Gedichtsammlung), Sanmin Publishing